# Fidel Velázquez

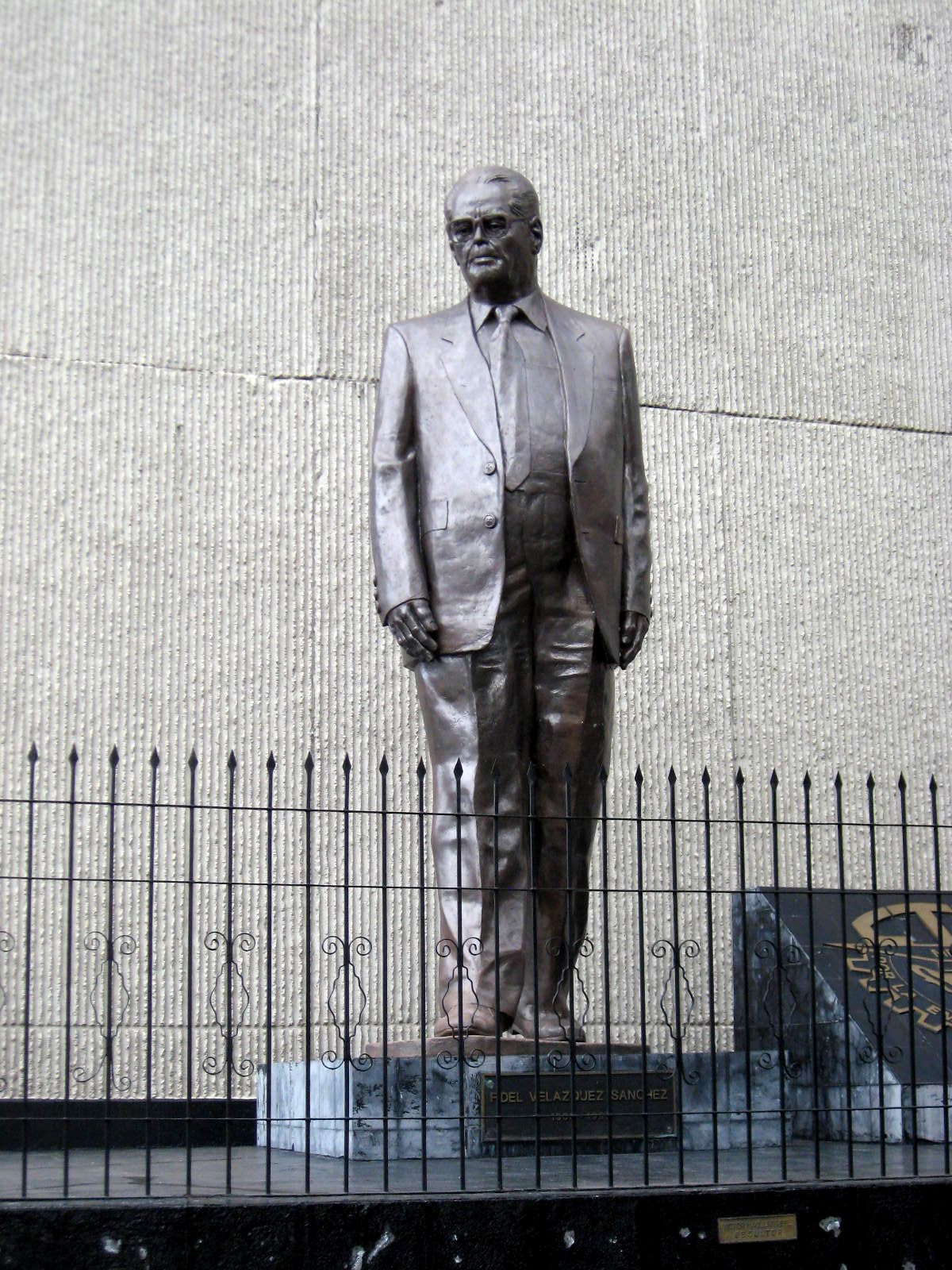
Fidel Velázquez

Fidel Velázquez Sánchez (San Pedro Azcapotzaltongo, 12 mei 1900 - Mexico-Stad, 21 juni 1997) was een Mexicaans vakbondsleider. Hij was leider van de Confederatie van Mexicaanse Arbeiders (CTM) van 1941 tot zijn dood in 1997.
In 1923 sloot hij zich aan bij de Regionale Mexicaanse Arbeidersconfederatie (CROM), die gelieerd was aan de regerende presidenten Álvaro Obregón (1920-1924) en Plutarco Elías Calles (1924-1928). Na moord op Obregón in 1928 verloor de CROM aan aanhang. In 1934 richtte hij de Confederatie van Mexicaanse Arbeiders (CTM) op samen met Vicente Lombardo Toledano, die de eerste leider van die vakbond werd. Nadat Lombardo in 1941 terugtrad nam Velázquez diens taak over.
Onder Velázquez lieerde de CTM zich steeds openlijker met de regerende Institutioneel Revolutionaire Partij (PRI). De CTM werd de 'officiële' vakbond, en eventuele concurrerende vakbonden werden door de CTM en de PRI uit de weg geruimd. Velázquez was de onbetwiste leider van de CTM. Onderhandelingen werden direct tussen het CTM-leiderschap en de PRI gesloten, en de meeste vakbondsleden hadden geen stem. Stakingen en andere protestacties werden dan ook vaak buiten de vakbond om georganiseerd, en werden veroordeeld door Velázquez. Dikwijls trad de regering hardhandig op bij stakingen.
Velázquez gold als een van de 'dinosaurussen' bij uitstek binnen de Mexicaanse politiek, en was meer dan 50 jaar lang een van de belangrijkste personen in Mexico. Velázquez was fel gekant tegen alles en iedereen die de politieke status quo aanviel: tegen de studentenprotesten van 1968, tegen Cuauhtémoc Cárdenas en tegen het Zapatistisch Nationaal Bevrijdingsleger. Hij overleed op 97-jarige leeftijd, op het moment dat hij nog steeds leider was van de CTM. Hij werd opgevolgd door Blas Chumacero die echter al na drie weken overleed en werd opgevolgd door Leonardo Rodríguez Alcaine. Enkele maanden na zijn dood werd de Nationale Arbeidersunie (UNT) opgericht, de eerste rivaliserende vakbond van betekenis.